# Tocancipá
Tocancipá és un municipi del departament de Cundinamarca, a Colòmbia, el qual està situat a 47 km al nord de Bogotà, sortint per l'Autopista Nord. Pertany a la zona denominada com Altiplà Cundiboyacense.
Tocancipá és també coneguda com "La capital industrial de Colòmbia" gràcies a la seva gran quantitat d'empreses.
Des de 2015 aqui està ubicada la segona embotelladora més gran del continent, a càrrec de Coca-Cola Femsa. També s'hi troba la PTAP Tibitoc que brinda d'aigua potable a uns 4 milions d'habitants.
Tocancipá és reconegut pel Parc Jaime Duque i l'Autòdrom, on es realitzen diferents competències d'automobilisme i motociclisme. També es troba l'Institut Tècnic Industrial, en el qual es fan projectes de recerca en Robòtica.

## Història

### Prehistòria
Els seus vestigis culturals daten de fa 12.500 anys abans del present, segons les evidències palinològiques, que testifiquen la presència de caçadors a l'àrea.

### Època precolombina
Per la seva privilegiada posició geogràfica i estratègica els historiadors coincideixen a anomenar-la «El cor dels territoris del Zipa».
Entre els episodis històrics més notables ocorreguts a la regió ha d'assenyalar-se el combat de Tibitó, lliurat entre les tropes de l'expedició de Gonzalo Jiménez de Quesada i l'últim Zipa, Tisquesusa.
Els habitants precolombins de Tocancipá i Gachancipá eren els principals terrissaires de la sabana del Zipazgo: allí s'elaboraven olles, cassoles juiches i cotes, que els saliners de Zipaquirá i Nemocón compraven per a l'extracció de la sal.

### Conquesta espanyola
El poble muisca de Tocancipá estava situat cap al riu Fumesa, antic nom del riu Bogotà, i el de Unta cap al camí a Chocontá, en la rodalia del qual es va fundar el nou poble. Aquest va ser fundat mitjançant l'acte del 21 de setembre de 1593 per l'Oidor Miguel d'Ibarra, acompanyat de l'escrivà Alonso González. El poble va ser encomanat a Hernando de Velasco Angulo.

### Nou Regne de Granada
El 21 de setembre de 1593, la corona espanyola va tenir el dret de propietat sobre les terres i gent de Tocancipá.
El 1600 l'oïdor Luis Enríquez, va visitar la ciutat, i va trobar la seva gent dispersa per la zona, amb la qual cosa va reiterar l'ordre d'Ibarra, fent-los poblar únicament la zona demarcada.

### Modernitat
L'octubre de 1964 es va inaugurar a la plaça principal el "Monument a la Bandera". El 25 de gener de 1975 es va fundar la Casa de la Cultura sota auspici de la municipalitat, per Alfonso Chávez Pizano.

## Organització territorial
Àrea urbana
L'àrea urbana està dividida per sectors, així: Betania, Bohío, L'Aurora, La Maragda, La Selva, Els Alps, El Parany, Els Cirerers i L'Arbreda. No obstant això no existeix el concepte de barri i els noms han estat assignats més com una manera de complementar la nomenclatura assignada.
Àrea rural
Compte amb sis veredes, així: Canavita, L'Avenir, La Maragda, La Font, Tibitó i Verganzo.

## Símbols

### Bandera
La bandera i l'escut van ser aprovats mitjançant l'Acord No. 34 de 1995, en el qual es va determinar que els colors tradicionals tant per a la bandera com per a l'escut serien el groc or i el verd montecarlo, en forma proporcional.

### Himne
| \| « \| Lletra: Cecilia Lamprea de Guzmán Música: Jaime Guillén Martínez Cor: Con orgullo colombiano Con decoro y dignidad Hoy cantemos jubilosos A la gran Tocancipá I Villa alegre de los chibchas De trabajo fuerza y paz Son tus hijos dignos nobles Que enaltecen tu heredad II Ideales son del pueblo Conservar la tradición Con anhelos de progreso Que nos da la educación III Que ideales tan sublimes Tiene siempre tu actitud Por la patria, la familia El honor y la virtud \| » \| | |   |
| « | Lletra: Cecilia Lamprea de Guzmán Música: Jaime Guillén Martínez Cor: Con orgullo colombiano Con decoro y dignidad Hoy cantemos jubilosos A la gran Tocancipá I Villa alegre de los chibchas De trabajo fuerza y paz Son tus hijos dignos nobles Que enaltecen tu heredad II Ideales son del pueblo Conservar la tradición Con anhelos de progreso Que nos da la educación III Que ideales tan sublimes Tiene siempre tu actitud Por la patria, la familia El honor y la virtud | » |

## Llocs d'interès

Autòdrom de Tocancipá

### Autòdrom de Tocancipá
El 1982 finalitza la construcció de l'autòdrom amb l'entrega de la cinta asfàltica de 2040 m. El 7 de febrer del mateix any s'inaugura amb un programa de carreres.
S'utilitzava sempre en sentit horari. Amb el córrer dels anys i per una acumulació de necessitats, el trajecte es va estendre en un oval d'asfalt que la va fer més ràpida però, igualment exigent. Aquesta modificació va permetre que el traçat s'estengués fins als 2.725 m.
Des del 2003 fins al dia d'avui es corren aquí les 6 hores de Bogotà que inclouen tres proves que sumen 12 hores en total.

### Parc Jaime Duque
El 1977, als seixanta anys, Jaime Duque i la seva dona Amparo, comencen a construir el seu últim somni: El parc Jaime Duque. Ells desitjaven deixar als colombians un centre cultural i recreatiu, que a la vegada generes recursos per donar suport als menys afavorits de la societat. El 27 de febrer de 1983 va obrir les portes al públic. Són 200 hectàrees de reserva ambiental.

### Església de La Nostra senyora de Fàtima
L'església de La Nostra senyora de Fàtima o dels cavallers de la verge, està situada a 22 km de Bogotà, a plena sabana. Es tracta d'una zona propícia per a l'agricultura i amb un fort arrelament religiós des de temps prehistòrics

### Estació del ferrocarril
L'estació de Tocancipá forma part de les estacions de ferrocarril del Nord-est. La seva construcció, que buscava comunicar els departaments de Cundinamarca i Boyacá, es va iniciar el 1925 i va estar a càrrec de la Société Nationale de Chemins de Fer (belga). L'estació de Tocancipá està en el quilòmetre 53 de la línia.

### Museu Aeroespacial
En previsió de la celebració del centenari de la força aèria colombiana l'any 2018, la FAC juntament amb el parc Jaime Duque, van gestionar la donació de 7 hectàrees de terreny per a la construcció de noves instal·lacions, el trasllat de les 25 aeronaus i de tot el material de l'exposicó.
El procés va inciar el novembre de 2013, completant-se la primera de set etapes, el 2017.

### Museu de motos El Reto
El seu creador, Andrés Mejía, és instructor de motos certificat i amb el museu vol generar consciència a les futures generacions sobre la necessitat de fer un curs de conducció adequat per a la conducció de motos, no perquè sigui obligatori sinó perquè d'això depèn preservar la pròpia vida, i poder disminuir els accidents de moto al país.
La col·lecció de motos que presenta el museu és diversa, ja que inclou diferents tipus de motos que han passat per la història de Colòmbia, les quals han permès a milers de colombians transportar-se per diferents municipis i regions del país.

### Parque de los patos
En aquest espai es troba l'aiguamoll Los Patos, de gran importància per ser el refugi d'aus migratòries, en especial d'ànecs canadencs. Té una àrea de 3,9 hectàrees, un lloc perfecte per realitzar albirament d'aus.

### Parc lineal Peñas Blancas
És una gran reserva ecològica, que es troba en el punt més alt del municipi, entre 2800 i 3120 m.s.n.m. Es caracteritza per la seva diversitat ecològica de flora i fauna, trobant espècies natives com els frailejons, raïm camarona, llorer de cera, orquídies, aus, mamífers i alguns rèptils.

## Galeria

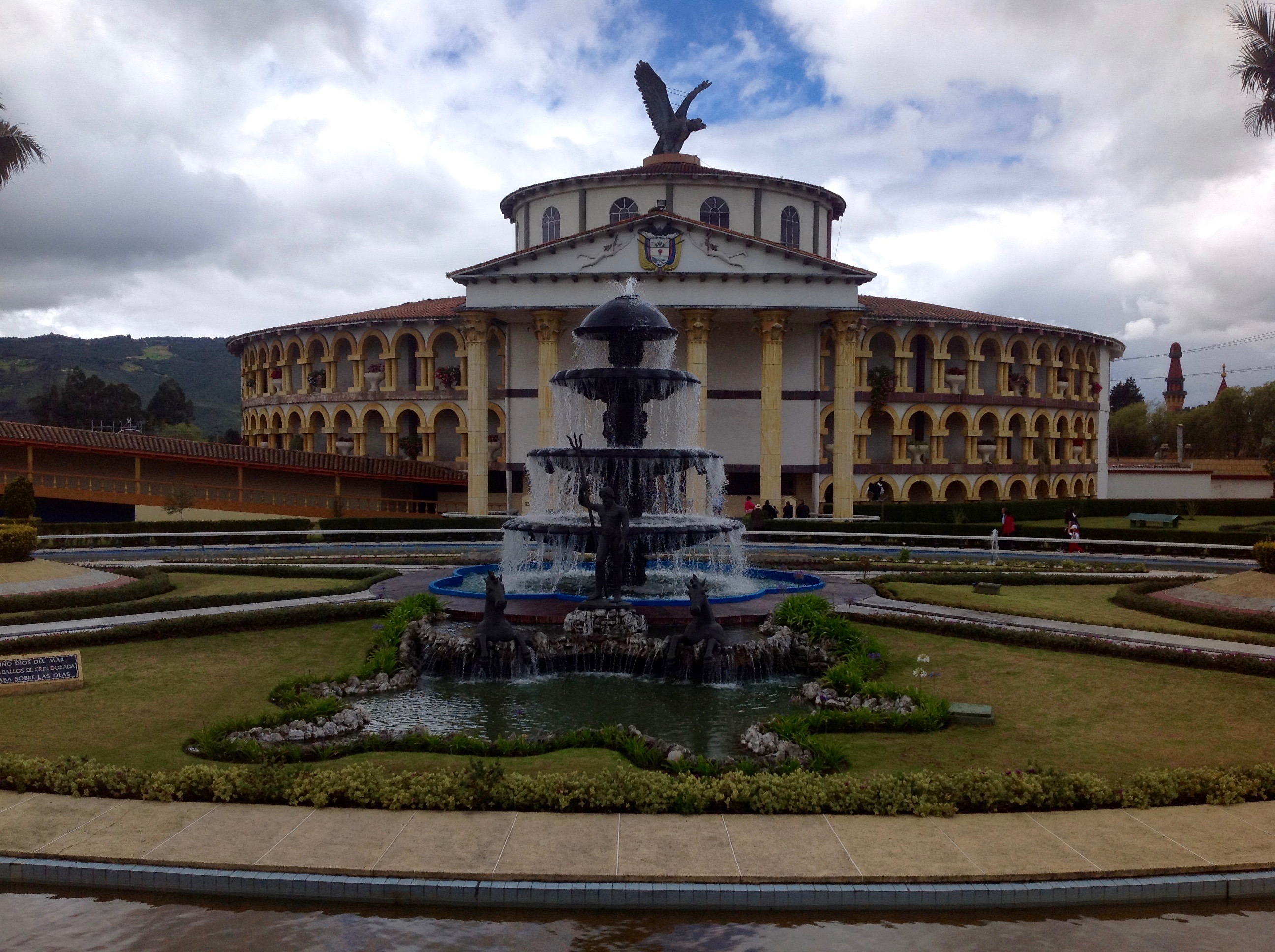
Parc Jaime Duque
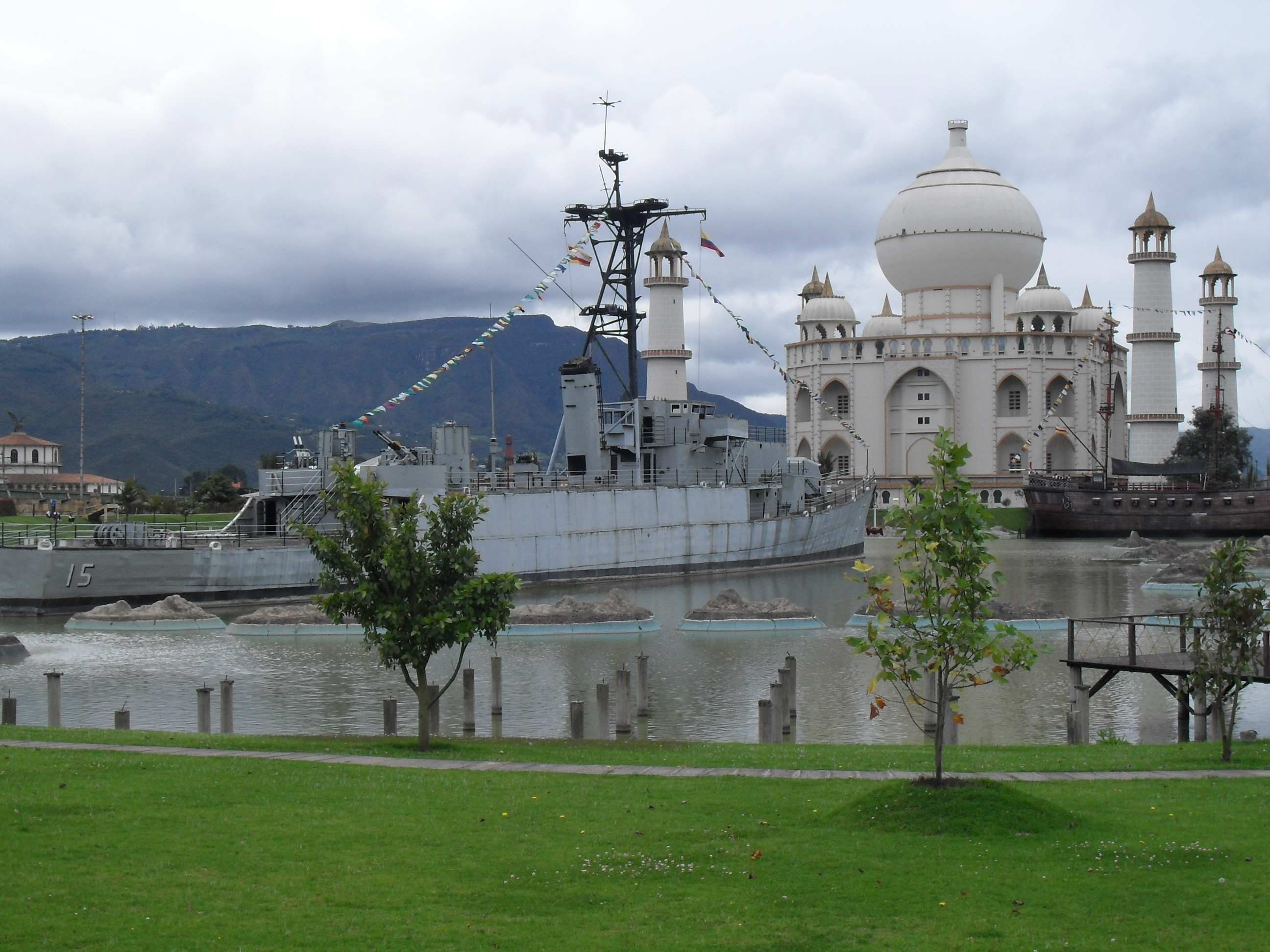
Parc Jaime Duque
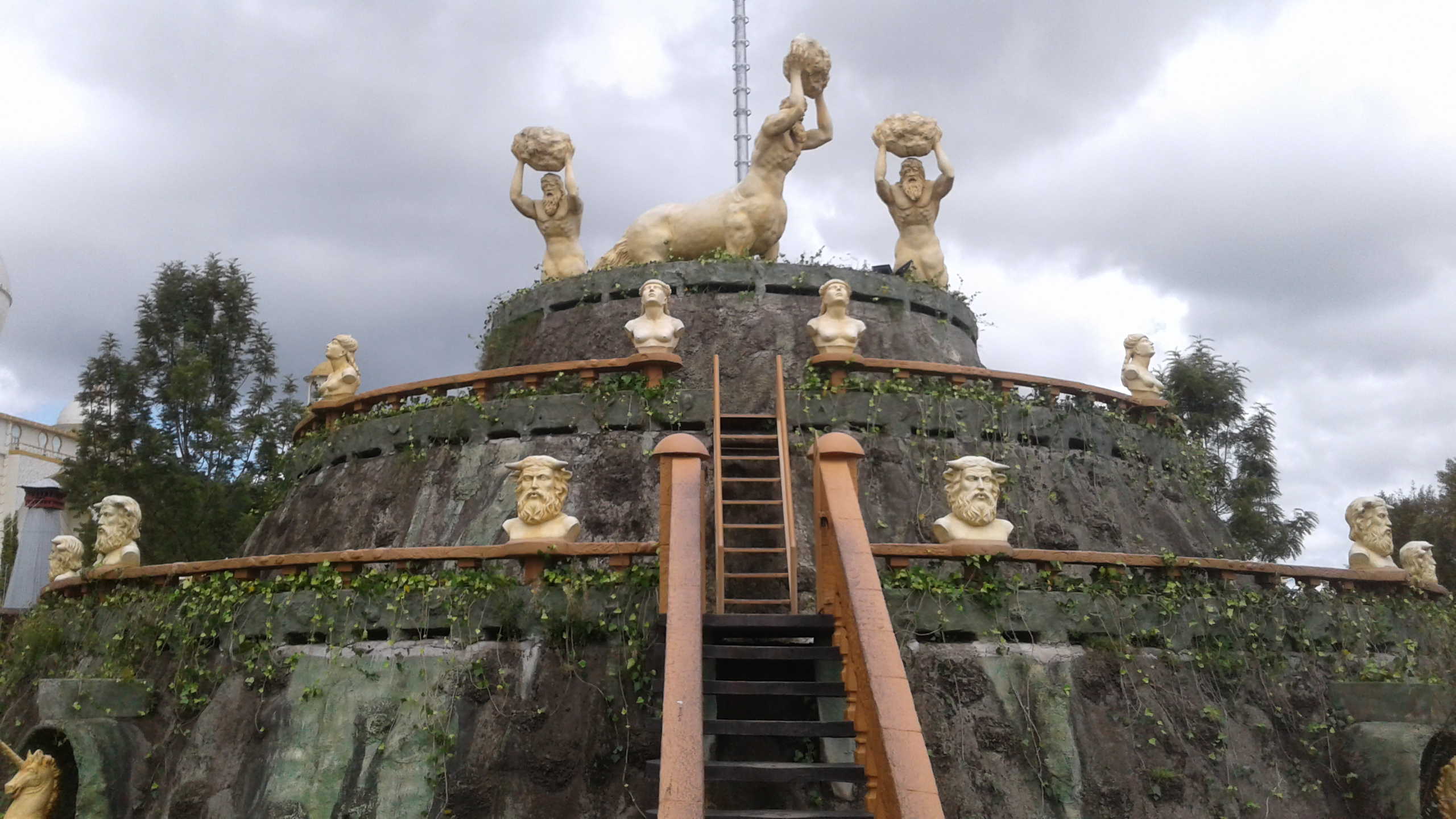
Font dels centaures
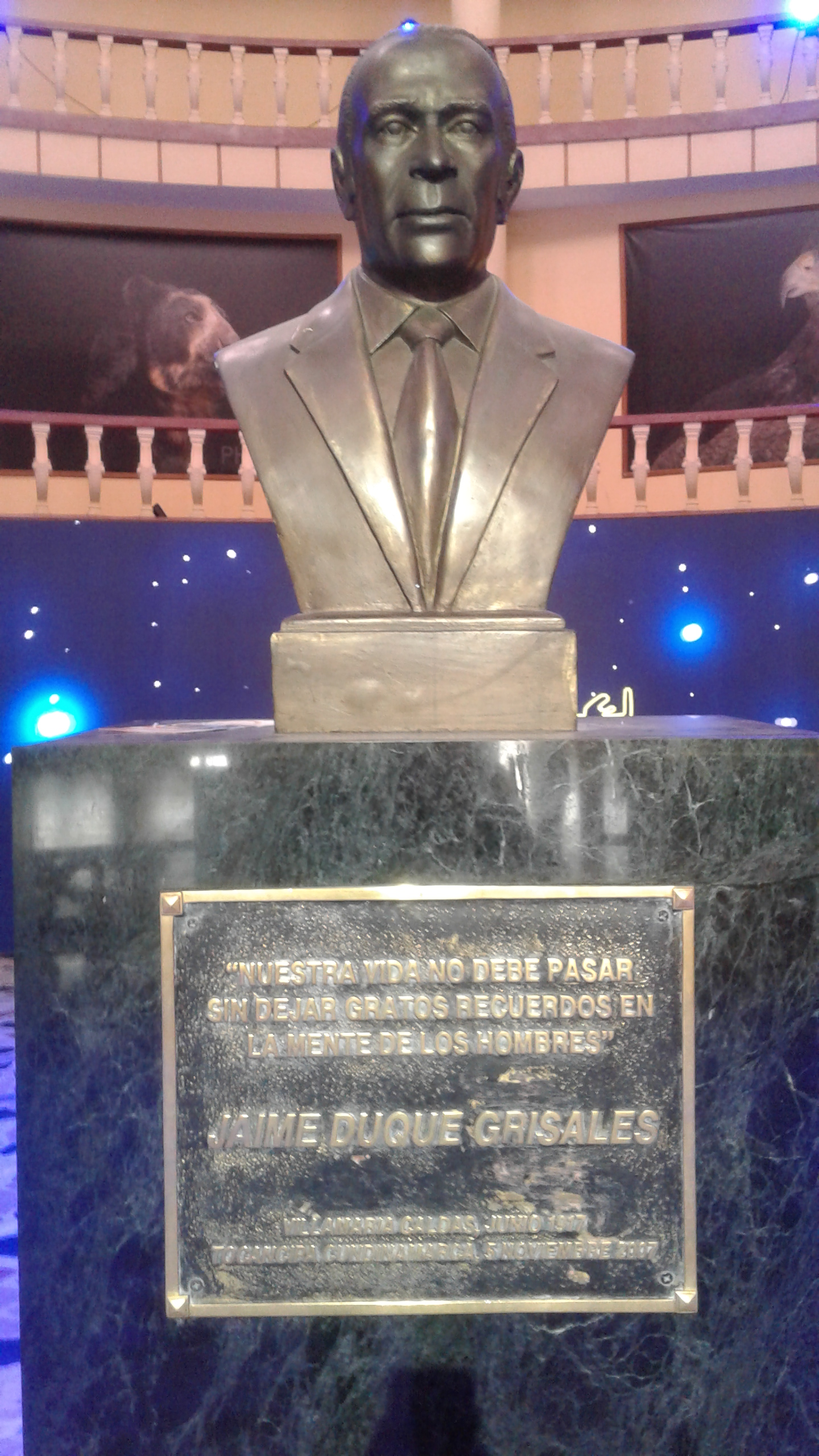
Bust de Jaime Duque
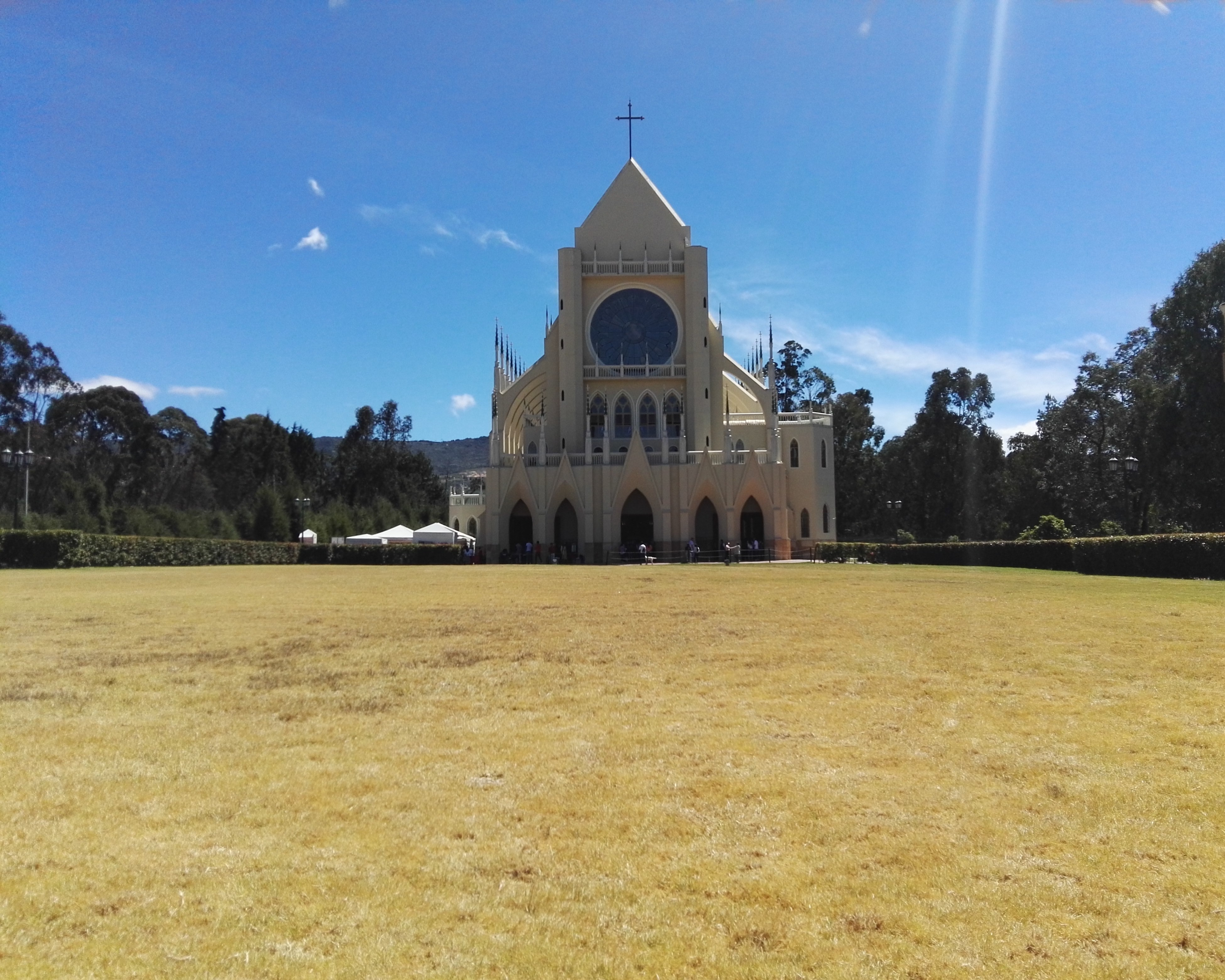
Església de La Nostra senyora de Fàtima